# Сондалручей
Сондалручей — ручей в России, протекает по территории Винницкого сельского поселения Подпорожского района Ленинградской области. Длина ручья — 16 км.

## Общие сведения
Ручей течёт преимущественно в западном направлении.
В общей сложности имеет пятнадцать малых притоков суммарной длиной 36 км.
Впадает на высоте 127,0 м над уровнем моря в Сондалозеро, из которого вытекает протока без названия, впадающая по правому берегу в реку Оять, левый приток Свири.
Населённые пункты на ручье отсутствуют.
Код объекта в государственном водном реестре — 01040100812202000012925.